# 伊尼戈·馬丁內斯
伊尼戈·马丁内斯·贝里迪（西班牙語：Iñigo Martínez Berridi，1991年5月17日—）是一位西班牙足球運動員。在場上司職中後衛。現在效力于沙烏地職業足球聯賽球會艾納斯，西班牙國家足球隊成員。他也曾代表西班牙23歲以下國家足球隊參賽，參加了2012年的倫敦奧運會。

## 俱乐部生涯
2023年7月5日，巴塞罗那宣布以自由转会的方式签下马丁内斯，合同为期两年，并包含4亿欧元的解约条款。2025年3月13日，马丁内斯同意续约至2026年6月30日。

## 國家隊生涯
2013年8月14日，馬丁內斯首次代表西班牙國家足球隊出場，在對陣厄瓜多爾的友誼賽中，他在下半場替補塞尔希奥·拉莫斯出場，幫助球隊2-0獲勝。
2022年6月5日，馬丁內斯在2022年至2023年歐洲國家聯賽客場2-2戰平捷克的比賽中打入了他的唯一進球，最後一分鐘的頭球。

## 榮譽

### 俱樂部
畢爾包
- 西班牙超級盃冠軍：2020–21年[7]

 巴塞隆納
- 西班牙足球甲级联赛冠軍：2024–25[8]
- 西班牙超級盃冠軍：2024–25
- 西班牙國王盃冠軍：2024–25[9]

### 國家隊
西班牙U21
- U21歐洲國家盃冠軍：2013年

## 外部連結
- Soccerway資料庫：伊尼戈·馬丁內斯
- 皇家社會官方檔案（页面存档备份，存于） （西班牙文）
- BDFutbol檔案（页面存档备份，存于） （英文）
- 伊尼戈·馬丁內斯 – FIFA國際賽競賽紀錄 (存檔) （英文）